# روبرت د. ويب
روبرت د. ويب (بالإنجليزية: Robert D. Webb)‏ هو منتج أفلام ومخرج أمريكي، ولد في 8 يناير 1903 في كنتاكي في الولايات المتحدة، وتوفي في 18 أبريل 1990 في شاطئ نيوبورت في الولايات المتحدة.

## وصلات خارجية
- روبرت د. ويب على موقع IMDb (الإنجليزية)
- روبرت د. ويب على موقع ألو سيني (الفرنسية)
- روبرت د. ويب على موقع أول موفي (الإنجليزية)
- روبرت د. ويب على موقع قاعدة بيانات الأفلام السويدية (السويدية)
- روبرت د. ويب على موقع قاعدة بيانات الفيلم (الإنجليزية)
- روبرت د. ويب على موقع كينوبويسك (الروسية)